# Skarbkowie herbu Abdank

Abdank odmiana hrabiowska, herb Skarbków

Skarbkowie – polski ród wywodzący się ze starego rycerskiego rodu Awdańców. Pierwszym znanym przedstawicielem był Jakub Skarbek z Góry, który dowodził chorągwią Awdańców pod Grunwaldem.
Rodzina Skarbków (Kacper i Ludwika) oraz ich dzieci była właścicielami dworku w Żelazowej Woli, w którym na świat przyszedł Fryderyk Chopin. Ojciec Chopina uczył dzieci Skarbków francuskiego a Fryderyk odwiedzał ich w wakacje. 
Według legendy od nazwiska Skarbek wywodzi się nazwa miejscowości Skarbki.

## Rozbicie rodu
Dziś istnieją dwie rodziny: Skarbków i Skrabków. Nie wiadomo do końca, czy istnieją między nimi jakieś zależności: od lat trwają na ten temat spory. Najprawdopodobniej gdzieś w XIX wieku, omyłkowo ,,stworzono" nazwisko Skrabek, lecz nikt nie jest w stanie stwierdzić, w jakich okolicznościach. Być może, podczas chrztu lub ślubu ksiądz pomylił nazwiska?

## Przedstawiciele rodu
- Aleksander Skarbek
- Fryderyk Florian Skarbek
- Józef Skarbek – syn Fryderyka (z pierwszego małżeństwa)
- Henryk Stanisław Leon hrabia Skarbek – syn Fryderyka (z drugiego małżeństwa)
- Krzysztof Skarbek (zm. 1706)
- Stanisław Skarbek (1780-1848)
- Stanisław Skarbek (1893-1982)
- Rafał Skarbek
- Krystyna Skarbek
- Jan Skarbek